# Ocoelophora coreata
Ocoelophora coreata là một loài bướm đêm trong họ Geometridae.